# Komorgråfågel
Komorgråfågel (Ceblepyris cucullatus) är en fågel i familjen gråfåglar inom ordningen tättingar.

## Utseende
Komorgråfågeln är en 22–24 cm lång medlem av familjen. Den liknar madagaskargråfågeln som den tidigare behandlades som en del av, men skiljer sig genom mindre storlek, mörkare ovansida, något ljusare huvud, mörk nackkrage och nästan helvit undersida. Unikt för familjen har den även en annan färgvariant med olivgrönt på huvudet och ovansidan och gult på undersidan. Fåglar på Mohéli skiljer sig från de på Grande Comore (se utbredning nedan) genom avsaknad av kontrast mellan hjässa och mantel, mörkgrå (ej svart) på haka och strupe samt grå anstrykning på undersidan.

## Utbredning och systematik
Komorgråfågel förekommer i Komorerna och delas upp i två underarter med följande utbredning:
- Ceblepyris cucullatus cucullatus – Grand Comore
- Ceblepyris cucullatus moheliensis – Mohéli

Den behandlas ibland som en underart till madagaskargråfågel.

### Släktestillhörighet
Komorgråfågeln placerades tidigare i släktet Coracina. Den och flera andra afrikanska gråfåglar lyfts dock numera oftast ut till släktet Ceblepyris efter genetiska studier.

## Status och hot
Komorgråfågeln har en liten världspopulation bestående av uppskattningsvis endast 1 000–2 500 vuxna individer. Den tros också minska i antal. Fågeln är därför upptagen på internationella naturvårdsunionen IUCN:s röda lista över hotade arter, kategoriserad som starkt hotad (EN).